# Siphona juniperi
Siphona juniperi là một loài ruồi trong họ Tachinidae.